# Wolgast

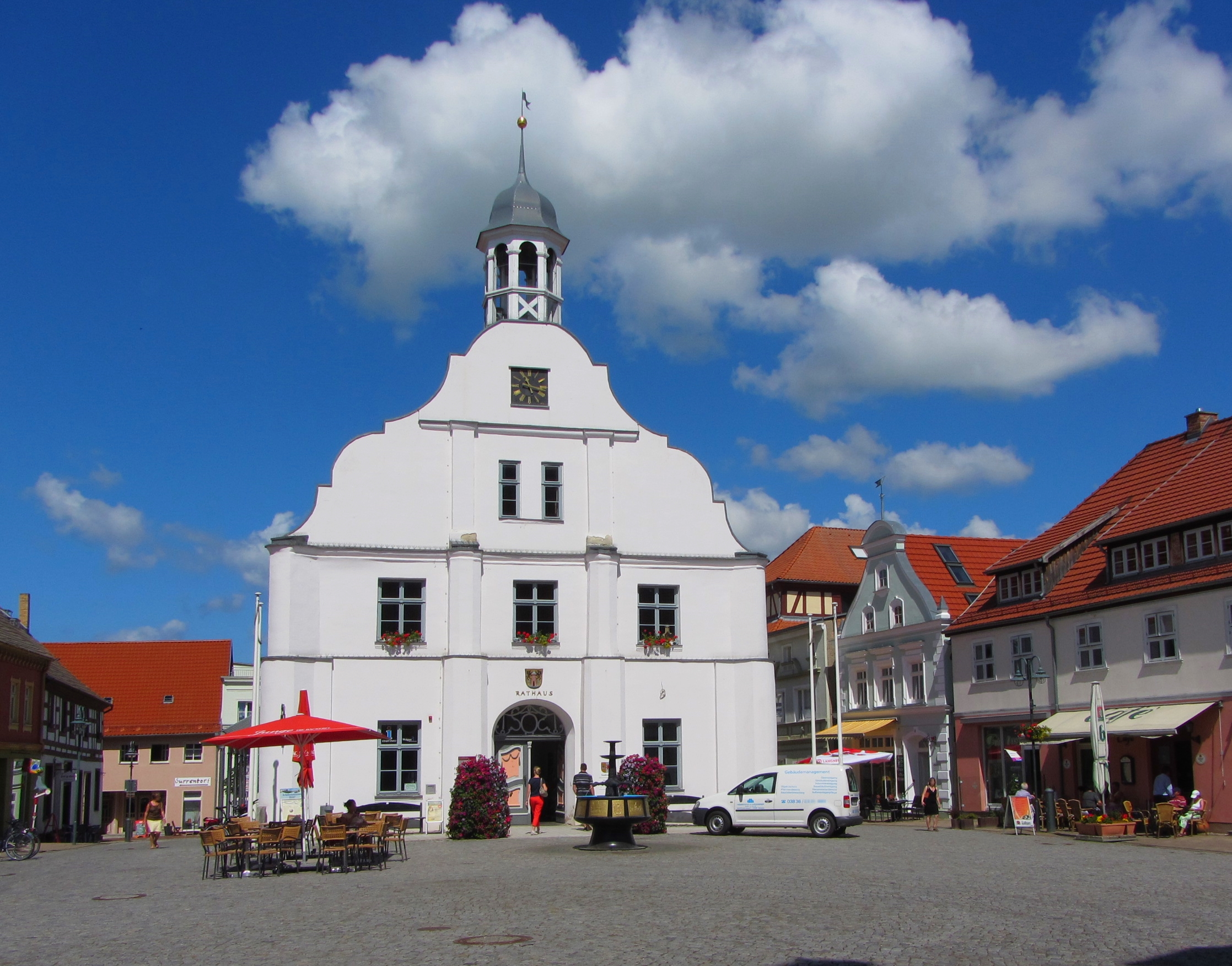
Ayuntamiento de Wolgast

Wolgast (pronunciación en alemán: /ˈvɔlˌɡast/ⓘ) es una ciudad en el extremo nororiental de Alemania, en la región de Pomerania Occidental. Actualmente tiene alrededor de 12.000 habitantes.

## Situación geográfica
Está frente a la laguna de Szczecin que la separa del mar Báltico por un pequeño cordón de tierra.
Es la puerta a la isla Usedom. 

## Lugares de interés

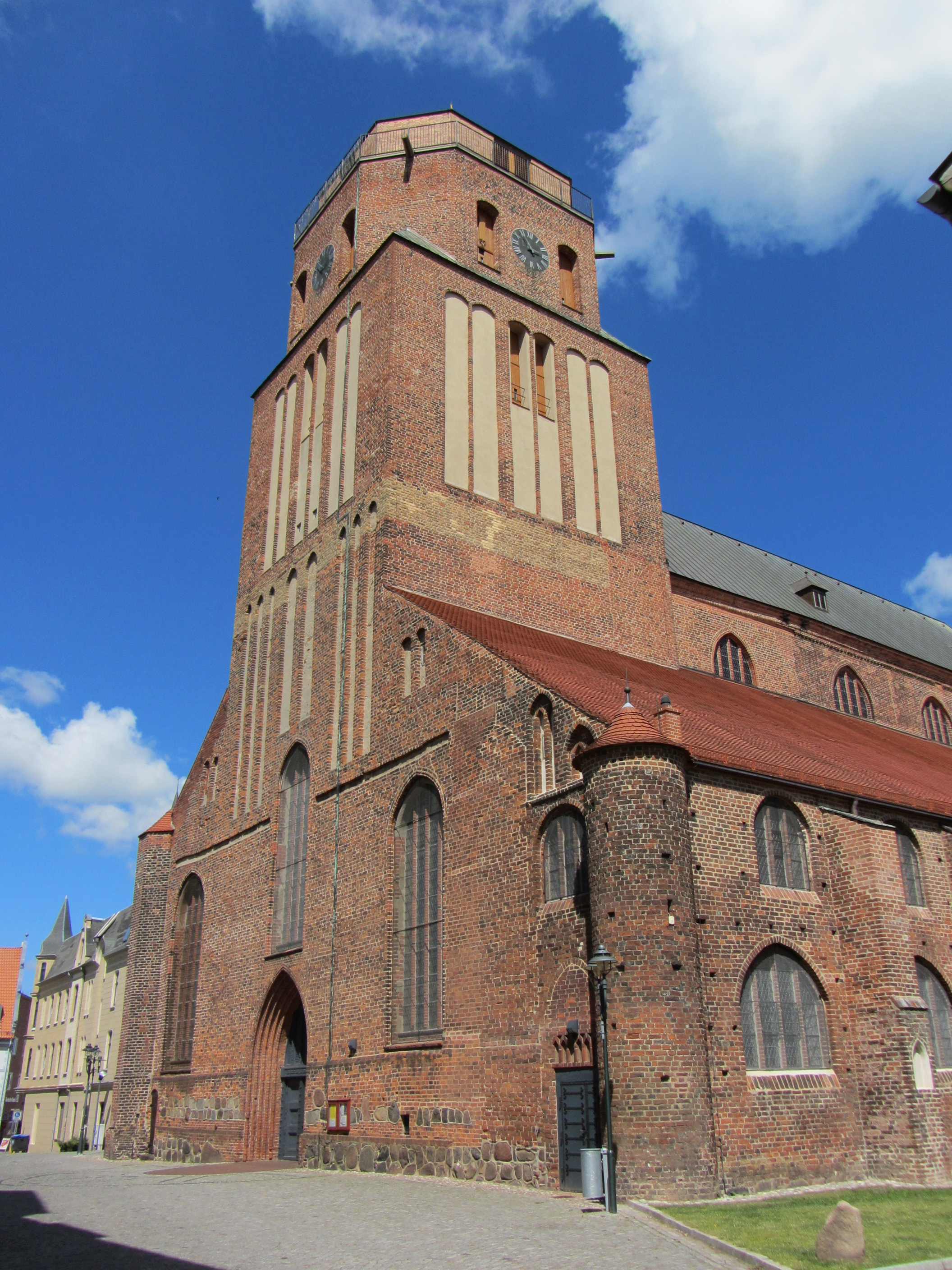
Iglesia de San Pedro

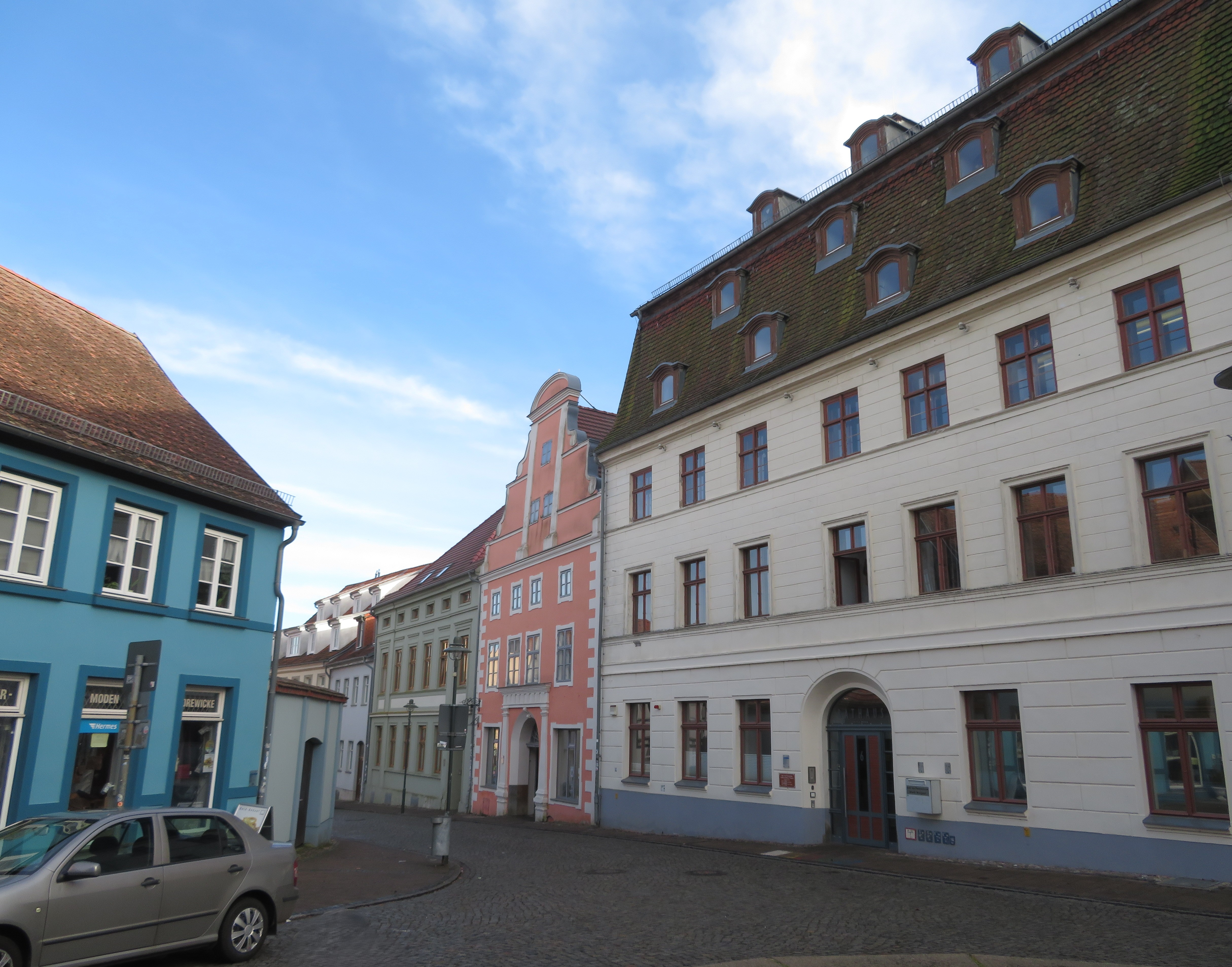
Calle Burgstrasse

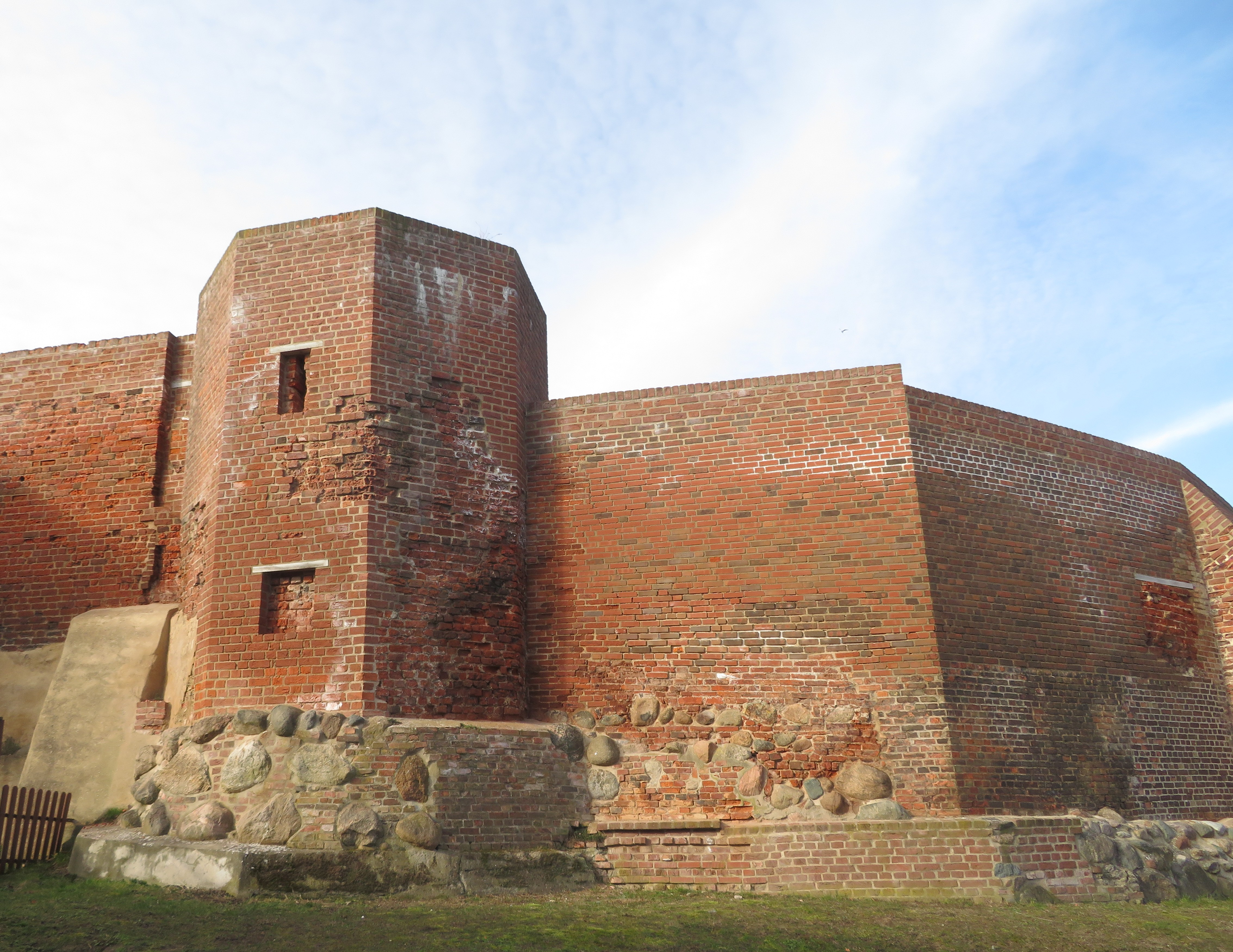
Muralla medieval con torre de defensa

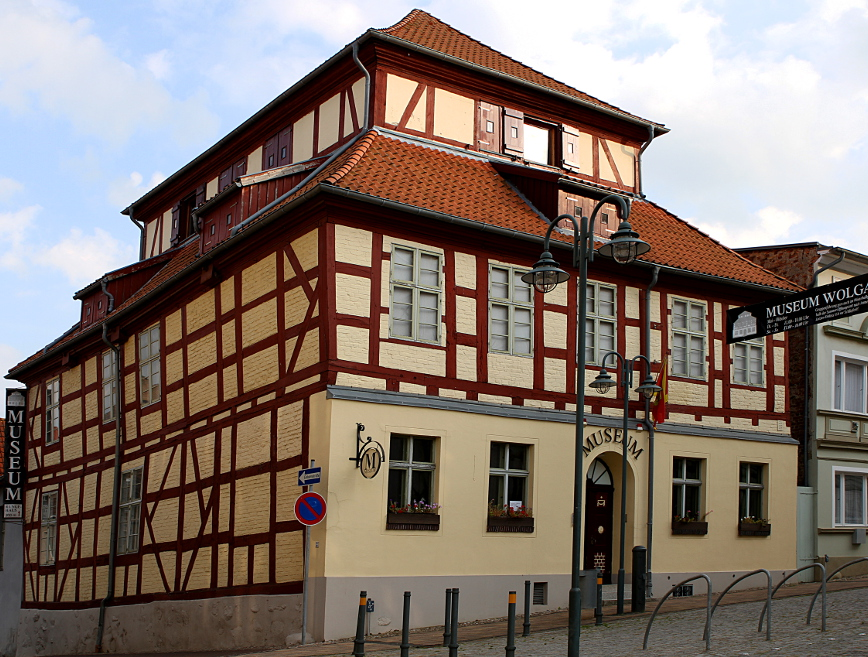
Museo histórico de la ciudad

Una casa con entramado de madera construida en el siglo XVIII abriga el museo histórico de la ciudad (Stadtgeschichtliches Museum). La casa natal del pintor Philipp Otto Runge, construida a principios del siglo XVIII en el estilo del barroco y renovada en 1996, fue convertida en un museo. 
El Ayuntamiento en la Plaza del Mercado fue construido en el siglo XVIII. Una parte de la muralla medieval renovada en 2013 puede ser visitada en la calle Kronwiekstrasse. En el centro histórico de la ciudad están conservadas algunas casas con entramado de madera. p. ej en la calle Burgstrasse. Casa núm. 5 de dicha calle es un edificio barroco construido con un hastial escalonado en 1700. La capilla de San Gertrudis (St. Gertrudenkapelle) construida en el siglo XV en el estilo gótico y renovada entre 2017 y 2019 se ubica en el cementerio en el centro de la ciudad. La iglesia protestante de San Pedro (Peterskirche) consagrada alrededor de 1415 representa el estilo del gótico báltico.

## Historia

### Edad Media
El documento más antiguo que menciona Wolgast fue redactado en 1123.
Wolgast obtuvo el título oficial y los privilegios de una ciudad en 1257. El título y los privilegios fueron confirmados conforme al derecho de Lübeck en 1292. En la Edad Media la ciudad entró en la Liga Hanseática.
En 1429, la Wolgast fue el destino de una flota danesa-sueca que se encontraba en una campaña de represalia contra las ciudades wendas en el marco de la guerra contra la Liga Hanseática. Aunque la ciudad se había afiliado a la Hansa, en este conflicto se mostró leal a los duques de Pomerania, por lo que, junto a otras ciudades de la región, fue suspendida temporalmente de la alianza (verhanset). Dos días después de dirigir sus ataques y saqueos desde Wolgast, la flota escandinava emprendió su camino de vuelta, para ser sorprendida y derrotada por una flotilla hanseática frente a la isla de Dänholm.

### Edad Moderna
La mayor parte de la ciudad fue destruida por las tropas de Pedro I de Rusia en 1713 en la Gran guerra del Norte. Wolgast tenía 4.267 habitantes en 1816 y 7.880 en 1895.